# 제4회 청룡영화상
제4회 청룡영화상은 1966년 10월 14일에 열린 시상식이다.

## 수상 및 후보

### 최우수 작품상
- 시장 - 동양영화사 수상
- 월남전선 - 국립영화제작소 수상

### 감독상
- 시장 - 이만희 수상

### 남우주연상
- 시장 - 신영균 수상

### 여우주연상
- 시장 - 문정숙 수상

### 남우조연상
- 군번없는 용사 - 허장강 수상

### 여우조연상
- 나운규의 일생 - 조미령 수상

### 신인여우상
- 유정 - 남정임 수상

### 촬영상
- 비무장지대 - 안윤혁 수상
- 잘 있거라 일본땅 - 전조명,이병우 수상

### 음악상
- 태양은 다시 뜬다 - 김동진 수상

### 미술상
- 오늘은 왕 - 노인택 수상

### 기술상
- 탈출명령(편집) - 김희수 수상

### 각본상
- 군번없는 용사 - 한우정 수상

### 아역상
- 비무장지대 - 주빈아 수상

### 인기남우상
- 김진규 수상
- 강신성일 수상
- 신영균 수상

### 인기여우상
- 고은아 수상
- 김지미 수상
- 최은희 수상